# Oechlitz (Adelsgeschlecht)

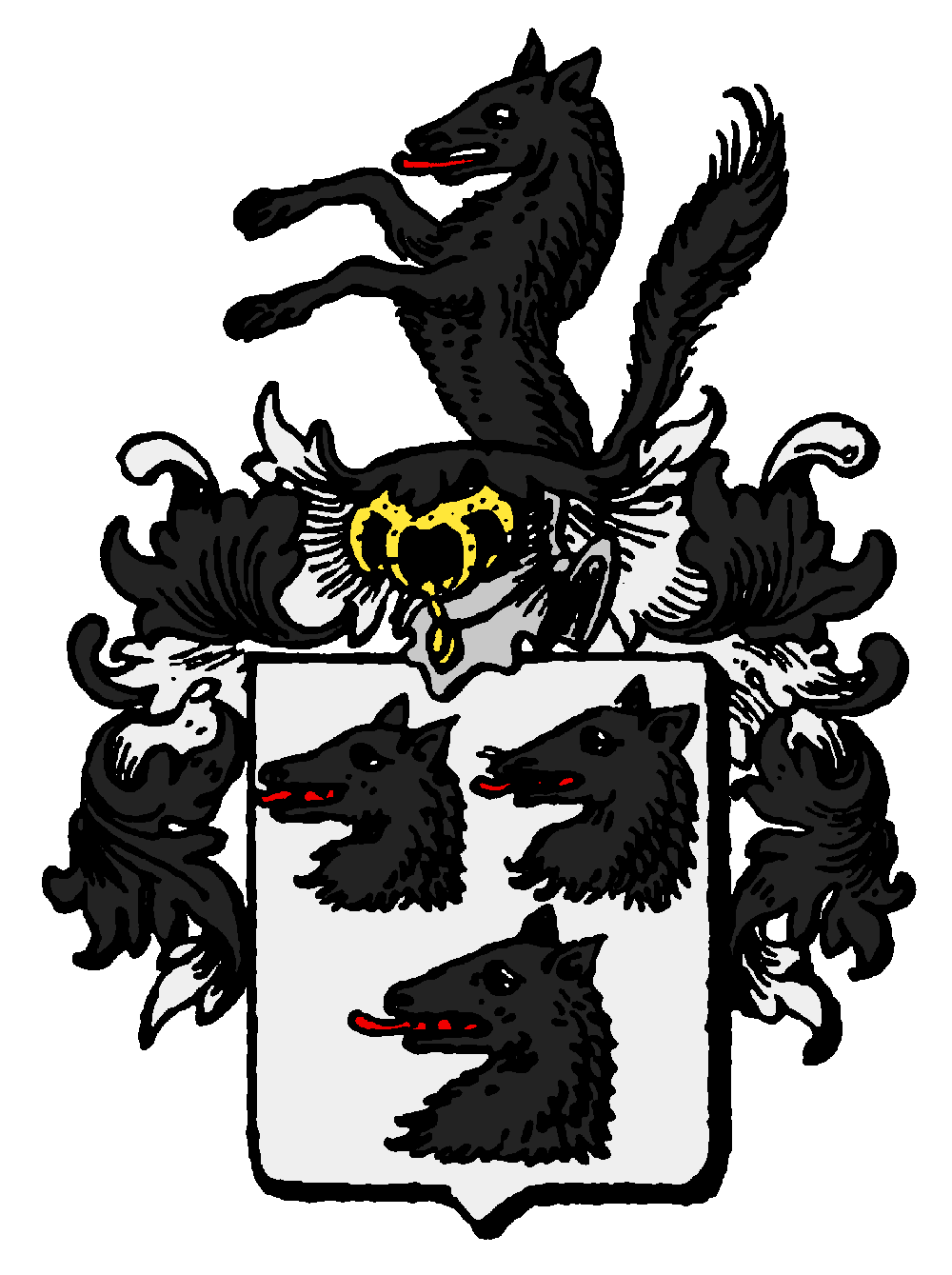
Wappen derer von Oechlitz

Die von Oechlitz, Ochlitz, Öchlitz waren eine altritterliche thüringisch-sächsische Adelsfamilie mit gleichnamigen Stammsitz Oechlitz in der Herrschaft Querfurt. 

## Geschichte
Erstmals mit Theodericus de Ochylicz 1291 urkundlich erwähnt. Nachfolgend 1315–1319 Heinrich von Ochlitz, 1321 Hermann von Ochlitz, 1367 ein Thime von Ochlitz zu Koten, 1467 Hans von Ochlitz und 1493 Peter von Oechlitz auf Bündorf im Stift Merseburg erwähnt. Um 1571 starb als Letzter seines Stammes Nicolaus von Ochlitz mit Hinterlassung von Kindern. Sie waren im 14. Jahrhundert Dienstmannen der Edlen von Querfurt und hatten von der Burg Querfurt Burglehen inne. Später auch im Anhaltischen und in Gehrendorf, Eichstedt, Freckleben und Grobitz/Gröbitz/Krobitz begütert.

## Wappen
Blasonierung: „Im Schilde drei Wolfsköpfe 2:1 gestellt. Auf dem Helm ein wachsender Wolf.“